# Ръководство на въздушното движение
На 3 февруари 1969 г. с Решение № 37 на Министерския съвет е формирана Дирекция „Ръководство въздушно движение“ (РВД) като отделна, самостоятелна организационна структура в рамките на Държавно стопанско обединение „Българска гражданска авиация“ с основна задача осигуряване и обслужване на въздушното движение във въздушното пространство на Република България.	В резултат на нарастването на изискванията към гражданската авиация през 1966 г. се сформира държавно стопанско обединение „Българска гражданска авиация“, a през 1967 г. Република България ратифицира подписаната в Чикаго през 1944 г. Международна конвенция за гражданска авиация и става член на Международната организация за гражданска авиация (ИКАО). От 1997 г. е член и на Евроконтрол.

## Статут и организация
Държавно предприятие „Ръководство на въздушното движение“ (ДП РВД) e юридическо лице по смисъла на чл. 62, ал. 3 от Търговския закон със седалище София, което изпълнява държавни функции по управление на въздушното движение и извършване на аеронавигационни услуги в обслужваното гражданско въздушно пространство, в съответствие със Закона за гражданското въздухоплаване и ратифицираните международни договори в областта на гражданското въздухоплаване, по които Република България е страна.
Правомощията на ДП РВД по чл. 53, ал. 2 от Закона за гражданското въздухоплаване се разпростират върху всички въздухоплавателни средства, които излитат и кацат на гражданските летища и прелитат през обслужваното гражданско въздушно пространство на Република България.
ДП РВД се състои от централно управление и Центрове за обслужване на въздушното движение. Централното управление е изградено от обща и специализирана администрация и експлоатационни сектори.
Общата администрация извършва дейностите по правно и финансово-икономическо осигуряване, управление на човешките ресурси, международно сътрудничество и протокол, административно и социално обслужване на персонала на ДП РВД, осигуряването на безопасни и здравословни условия на труд, сигурност и защита и поддръжка на сградния фонд и прилежащата инфраструктура.
Специализираната администрация извършва дейностите по планиране и развитие на националната система за управление на въздушното движение, управление на въздушното движение, комуникационно, навигационно, обзорно, информационно, аеронавигационно, метеорологично, метрологично, светотехническо и енергийно осигуряване на полетите и управление на безопасността при осигуряване на аеронавигационното обслужване на полетите.

## Основна дейност
ДП РВД изпълнява следните основни задачи, дефинирани в Закона за гражданското въздухоплаване:
- 1.	Управление на въздушното движение и осигуряване на аеронавигационно обслужване за постигане на безопасност, ефективност и редовност на полетите в обслужваното гражданско въздушно пространство;
- 2.	Организация и управление на обслужваното гражданско въздушно пространство;
- 3.	Организация и управление на потоците на въздушното движение;
- 4.	Осигуряване, поддръжка и експлоатация на съответните съоръжения, системи и оборудване за комуникационно, навигационно, обзорно, енергийно, метеорологично и аеронавигационно осигуряване на полетите и съпътстващата ги инфраструктура;
- 5.	Информационно обслужване на дейностите по търсене и спасяване на въздухоплавателни средства;
- 6.	Управление на системата за безопасност на въздушното движение в рамките на предоставената му компетентност;
- 7.	Изпълнение на задълженията на Република България, произтичащи от международни договори в областта на управлението на въздушното движение, по които Република България е страна;
- 8.	Събиране на пътни такси за аеронавигационно обслужване;
- 9.	Обслужване на въздушното движение;
- 10.	Аеронавигационно информационно обслужване;
- 11.	Метеорологично обслужване;
- 12.	Метрологично осигуряване;
- 13.	Създаване и поддържане на центрове за обучение и квалификация.

ДП РВД има право да предоставя и други услуги, свързани с предмета на дейността му.
ДП РВД взаимодейства с ГД ГВА при МТС, ГлЩ на ВВС и други ведомства и организации в съответствие с тяхната компетентност. ДП РВД участва в работата на международни организации в областта на гражданската авиация, в които Република България членува.
Дейността на ДП РВД се финансира основно от събраните такси за предоставяне на аеронавигационно обслужване според принципите на Чикагската конвенция за международно гражданско въхдухоплаване от 1944 г.

## Органи на управление на ДП РВД
- Министърът на транспорта;
- Управителният съвет;
- Генералният директор.

## Центрове за обслужване на въздушното движение
1. Районен център за обслужване на въздушното движение /РЦ за ОВД/ – София.
2. Летищни центрове за обслужване на въздушното движение /ЛЦ за ОВД/: Варна, Бургас, Пловдив, Горна Оряховица.